# 曼代斯 (埃利贊省)
35°39′N 0°52′E / 35.650°N 0.867°E
曼代斯（阿拉伯语：‎），是阿爾及利亞的城鎮，位於該國西北部，由埃利贊省負責管轄，是曼代斯區的首府，面積188平方公里，海拔高度444米，2008年人口15,127，人口密度每平方公里80人。